# 二口女

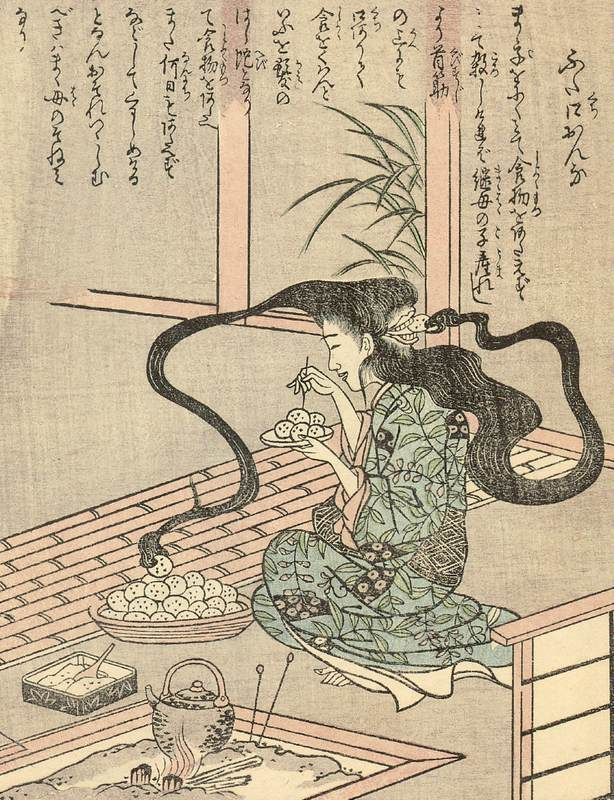
竹原春泉画『絵本百物語』より「二口女」

二口女（ふたくちおんな）は、日本の江戸時代の奇談集『絵本百物語』（1841年）にある妖怪の一つで、後頭部にもう一つの口を持つという女性の妖怪。後頭部の口から食べ物を摂取するものとされる。

## 概要
下総国（現・千葉県）のある家に後妻が嫁いだ。夫には先妻との間に娘がいたが、後妻は自分の産んだ娘のみを愛し、先妻の子にろくな食事を与えず、とうとう餓死させてしまった。それから49日後、夫が薪を割っていたところ、振り上げた斧が誤って、後ろにいた妻の後頭部を割ってしまった。やがて傷口が人間の唇のような形になり、頭蓋骨の一部が突き出して歯に、肉の一部が舌のようになった。この傷口はある時刻になるとしきりに痛みだし、食べ物を入れると痛みが引いた。さらに後、傷口から小さな音がした。耳を澄ますと「心得違いから先妻の子を殺してしまった、間違いだった」と声が聞こえたという。
同書では、傷口が人間の顔のような形になり声を発したり、食べ物を要求したりする「人面瘡」の話を引き、悪い行いをした者が人面瘡を患った話があることから、この二口女も道に外れた行いをしたための悪病だと述べている。このため、同書はこうした妖怪を通じて人道を説いているものとする説もある。

## 『絵本百物語』について
以上の二口女の話は、下総国の話として『絵本百物語』では書かれているが、実際には同地に伝承されている話ではなく、著者である桃山人（桃花山人）によって編まれたもの（創作）であると指摘されている。また、二口女は悪病を患っただけの人間にもかかわらず、竹原春泉斎による同書の挿絵では髪がヘビのようになりそれを操って食べ物を後頭部の口に運ぶなど、本文中に一切無い描写の絵が描かれており、同書内での内容の乖離も見られる。
『絵本百物語』に説かれている二口女の話は『絵本百物語』本文にあるように、人面瘡などのような悪行に起因する奇病（因果応報を説く）を扱っており、民話の「飯食わぬ嫁」などは山姥など妖怪が化けたものである。そのため、双方は異なるものだとも考えられている。

## 二口女にちなんだ作品
小説
- 京極夏彦『二口女』（前巷説百物語に収録）